# Bitka kod Basre
Bitka kod Basre, takođe poznata i kao Bitka kamile ili Bitka al-Džamal, odigrala se 656. godine kraj Basre u današnjem Iraku, između vojske arapsko-muslimanskog rašidunskog kalifa Alija na jednoj i pobunjenika na čelu sa Muhamedovom udovicom Aišom na drugoj strani. Predstavljala je prvi veći okršaj u međumuslimanskom sukobu, odnosno građanskom ratu poznatom kao Prva fitna. U njemu je Ali odneo pobedu i zarobio Aišu koja je odvedena u Medinu.